# Liste der Gedenktafeln in Berlin-Fennpfuhl
Die Liste der Gedenktafeln in Berlin-Fennpfuhl enthält die Namen, Standorte und, soweit bekannt, das Datum der Enthüllung von Gedenktafeln.
Die Liste ist nicht vollständig.

## Fennpfuhl
| Bild | Name                | Standort                    | Datum der Enthüllung |
| ---- | ------------------- | --------------------------- | -------------------- |
|      | Edgar Külow         | Bernhard-Bästlein-Straße 20 |                      |
|      | Roeder Siedlung     | Karl-Lade-Straße 34         |                      |
|      | Hans Rosenthal      | Bernhard-Bästlein-Straße 22 |                      |
|      | Saefkow-Ehrung      | Anton-Saefkow-Platz         |                      |
|      | Zwangsarbeiterlager | Fennpfuhlpark               |                      |